# Біга (колісниця)

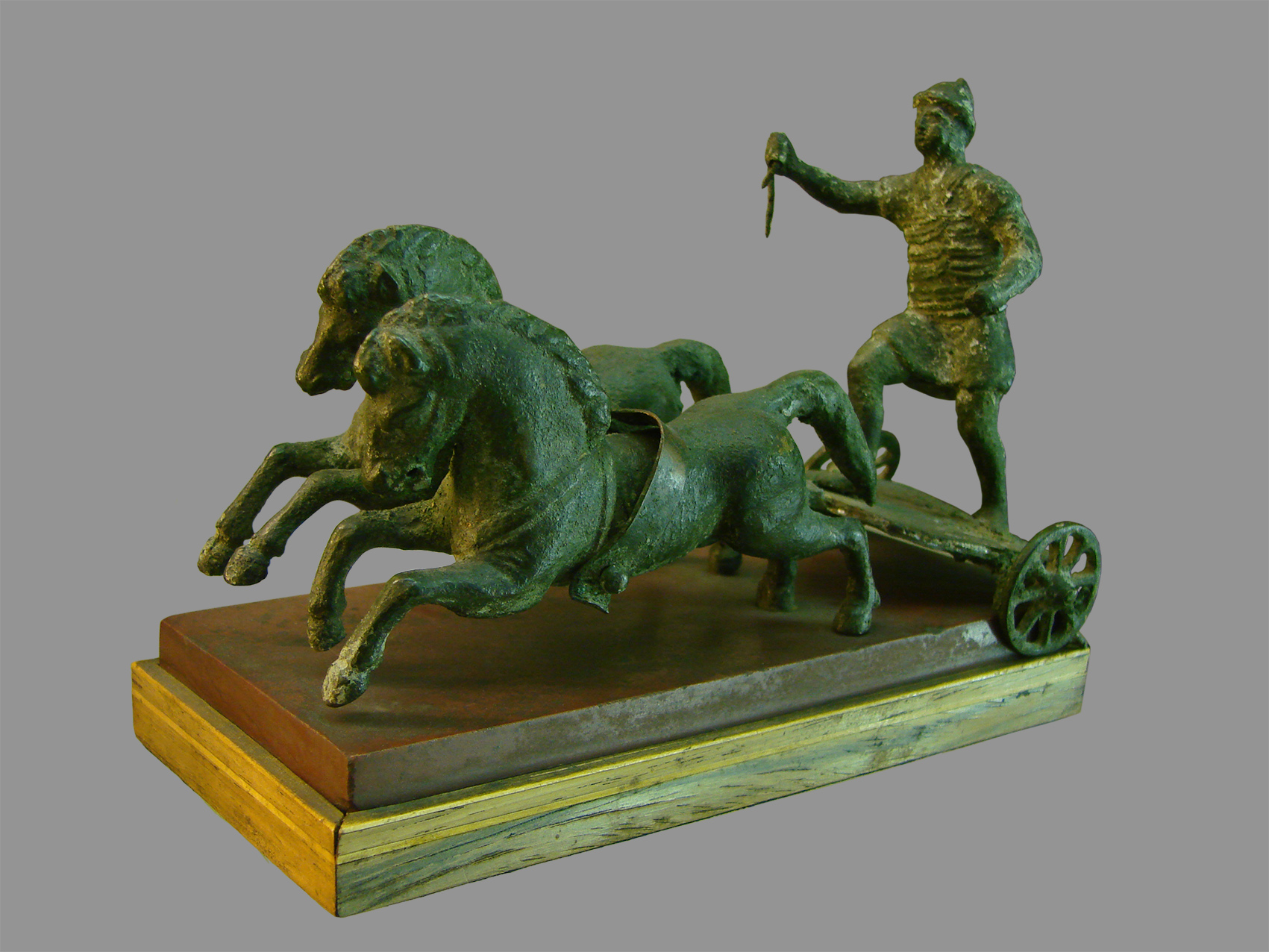
Біга. Бронзова статуетка галло-римського періоду.

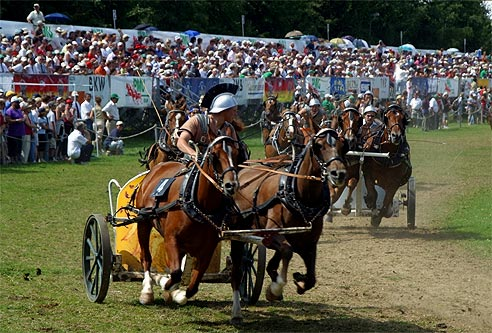
Перегони біг. Сучасна реконструкція.

Бі́га (лат. biga, множина bigae) — давньоримська колісниця, запряжена двома кіньми, використовувалася для перевезень, перегонів та урочистих церемоній. У деяких випадках замість коней могли використовуватися інші тварини. Термін біга також вживається сучасними дослідниками для позначення аналогічних двокінних колісниць інших індоєвропейських культур, зокрема, колісниць стародавніх греків і кельтів. Візник на бізі називається бігарій (bigarius), у той час як візник на колісниці взагалі — auriga. Від biga через польське посередництво походить і українське «біда́» («двоколісний однокінний візок на одну або дві особи»); зміна у вимові зумовлена впливом питомо українського слова біда («лихо»).
Зображення біги було присутнє на давньоримських монетах бігато. У римській язичницькій іконографії і космології біга представляє Місяць, у той час як квадрига — Сонце.

## Давньогрецькі біги
Найранішою згадкою про перегони колісниць у західній літературі є опис тризни Патрокла в «Іліаді». У битвах гомерівського часу знатні воїни добиралися на місця бою на двокінних колісницях (дав.-гр. συνωρίς, сіноріс), але билися пішими; колісниці також використовувалися для переслідування або втечі. Більшість колісниць Бронзової доби, знайдених при розкопках на Пелопоннесі, є бігами.
Перегони колісниць впроваджуються в програму Олімпійських ігор, згідно з пізнішими джерелами, бл. 680 року до н. е.; у них брали участь квадриги. Перегони верхи впроваджені в 648 р. В Афінах перегони на бігах були частиною атлетичних змагань з 560-х р.р., але вони ще не практикувалися на Олімпіадах. Запряжені мулами біги змагалися на 70-й Олімпіаді (500 р. до н. е.), але після 84-ї (444 р. до н. е.) їх перегони більше не проводяться на Олімпійських іграх. Повторне впровадження олімпійських змагань на бігах стається не раніше 408 року до н. е.
У міфах образ біги часто використовується для створення пари взаємодоповнюючих елементів або зв'язання протилежностей. У колісницю Ахіллеса в «Іліаді» були запряжені два безсмертні коні і один смертний; в іншому місці кобила була запряжена разом з жеребцем. Запряжка Адраста включала безсмертного Арейона і смертного Кайроса. Два запряжені разом коні зв'язуються з індоєвропейським мотивом Божественних Близнюків, один з яких смертний: у грецькій міфології їх представляють Діоскури Кастор і Поллукс, тісно пов'язані з конями.

## Давньоримські біги
Скачки і перегони колісниць були складовою ludi — священних ігор під час давньоримських свят, починаючи з доби Римського царства. Магістрат, що відкривав ігри, удостоювався честі їхати на бізі. Сакральне значення перегонів, хоча зубожіле з часом, увічнене на зображеннях у Circus Maximus.
Написи називають візника-бігарія «молодим», «хлопчаком», що може вказувати на те, що гонщик мав набути вправності з двома кіньми, перш ніж він міг керувати квадригою.

## Конструкція
Головним джерелом для відновлення зовнішнього образу перегонової біги є численні бронзові статуетки, знайдені в різних місцях Римської імперії, а також рельєфи і мозаїки. Біга складалася з легкої рами, обтягнутої тканиною або шкірою. Ширина становила 60 см, висота бортів — 55 см, у передній частини висота борту сягала бл. 70 см. Центр ваги розташовувався низько, колеса були відносно малими, близько 65 см у діаметрі, могли мати залізні шини. Конструкція забезпечувала швидкість, маневреність і стійкість.
Вага колісниці оцінюється в 25–30 кг, максимальна вага з візником — 100 кг. Біга мала один дишель (у той час як квадрига 2). Припускають, що вага квадрига була такою само, отже, на кожного коня в бізі припадало 50 кг, а в квадризі — 25 кг.
Скульптурні моделі біг у Стародавньому Римі служили іграшками і предметами колекціонування: Светоній пише, що «На початку свого правління [Нерон] звичайно грав щодня в колісниці із слонячої кістки на дошці» (Sed cum inter initia imperii eburneis quadrigis cotidie in abaco luderet); сполучення «на дошці» (in abaco) може розуміти під собою якусь стратегічну гру